# Майски преврат в Сърбия
Майският преврат в Сърбия е извършен на 29 май (11 юни нов стил) 1903 година с убийството на крал Александър Обренович от офицери заговорници.

## Мотиви и подготовка
Превратът е подготвян в продължение на близо две години. Заговорът възниква през 1901 година сред малка група офицери, която се разраства постепенно, вследствие от влошаването на материалното положение на военните. Освен от нередовното изплащане на заплатите, заговорниците са недоволни от срамния според тях брак на краля с Драга Машин и от пренебрегването им за сметка на други офицери при повишаването в чин. Част от тях са мотивирани и от слуха, че бездетната кралска двойка ще определи един от братята на кралицата – Никодие Луневица, за престолонаследник.
В подготовката за преврат са привлечени либералите Джордже Генчич и Йован Авакумович, напреднякът Драгомир Райович и други политици, участвали или поддържали по-рано личния режим на краля, но изхвърлени от властта. Най-голямата партия – Радикалната, отказва да се включи, но заговорниците привличат на своя страна Петър Караджорджевич – живеещият в Швейцария син на княз Александър Караджорджевич се съгласява да приеме кралската корона, ако му я предложат след преврата. В армията заговорът обхваща ограничен брой офицери, предимно с по-нисък ранг (поручици и капитани) и главно от Белградския и Нишкия гарнизон. Висшите командири, с някои изключения, са верни на краля и не са посветени в замисъла за убийството му. Сред най-дейните заговорници са поручик Анта Антич и капитан Драгутин Димитриевич Апис. Водач им е полковник Александър Машин (брат на първия съпруг на кралицата).

## Убийство на краля
През март 1903 година в Белград избухват безредици, потушени жестоко от жандармерията. Това засилва общественото недоволство срещу Александър Обренович. Заговорниците решават, че е настъпил благоприятен момент за действие. За изпълнение на замисъла им е избрана нощта на 28 срещу 29 май, когато техен съмишленик е дежурен адютант в кралския дворец.
В 2 ч. след полунощ 28 бунтовници начело с капитан Димитриевич нахлуват в двореца, пуснати от дежурния, достигат до стаята на кралската двойка, но Александър и Драга успяват да се скрият. В схватка с охраната на двореца Димитриевич е ранен, но иначе заговорниците не срещат сериозна съпротива. Дворецът е обкръжен от пехотни батальони начело с подполковник Петър Мишич, които прекъсват всякаква възможност за бягство на Александър. По същото време други групи бунтовници завземат сградата на вътрешното министерство, пощата и телеграфа. Министър-председателят генерал Димитрие Цинцар-Маркович и министърът на войната Милован Павлович са взети под домашен арест и малко по-късно убити по заповед на полковник Машин. Близо два часа след началото на бунта заговорниците откриват тайника, в който са влезли Александър и съпругата му. Кралят е прострелян с 30 куршума. Убита е и кралицата, а телата им са изхвърлени на показ пред двореца. Тялото на кралицата е било почти напълно насечено, гръдта ѝ е отрязана, корема ѝ е разпран, а трупът ѝ е бил изнасилен. Закъснелият опит на верни на Александър войски за отпор е пресечен, когато комендантът на Дунавската дивизия (полковник Димитрие Николич) е тежко ранен, а войниците му научават за убийството на краля.

## Последици
Непосредствено след преврата заговорниците образуват временно правителство и възстановяват конституцията от 1888 година, отменена от Александър. За крал на Сърбия е избран Петър Караджорджевич, който съдейства за замяната на личния кралски режим с парламентарен ред.
Начинът, по който превратът е извършен, предизвиква негативна реакция в европейските монархии и частична международна изолация на Сърбия, продължила до 1906 година. С промяната във властта настъпва преориентация на сръбската външна политика към сближение с руско-френския военно-политически блок и конфронтация с Австро-Унгария.